# Bülent Uygun
Bülent Uygun (1er août 1971 à Adapazarı en Turquie) est un entraîneur de football turc.

## Biographie
Entraîneur du Sivasspor et ancien attaquant de Fenerbahce, il est à l'heure actuelle le plus jeune entraîneur de la SüperLig, et le meilleur, avec une troisième place acquise synonyme d'Europe. Son équipe Sivasspor a su tenir tête aux gros clubs d'Istanbul jusqu'à la dernière journée, ce qui fut un exploit remarquable.Selon plusieurs tabloïds anglais il est convoité par de prestigieux club comme le Portsmouth FC ou le Real Saragosse mais le 18 juin 2008 il prolonge son contrat jusqu'en 2012. Il démissionne le 4 août 2009 à la suite des nombreuses défaites de son équipe en début de saison.